# Municipio San Cristóbal (Táchira)
San Cristóbal es uno de los 29 municipios que forma parte del estado Táchira. Su capital es la ciudad de San Cristóbal. Tiene una extensión de 241 km², estimaciones hechas por el INE. Su población para el año 2023 según el censo es de 405 872 habitantes.

## Historia
Su fundación data del 31 de marzo del año 1561 cuando el Capitán español Juan Maldonado acompañado de treinta y cinco hombres, tomó el Valle de Santiago y lo fundó con el nombre de San Cristóbal.
El 6 de agosto de 1921 se creó el distrito San Cristóbal, el cual abarcaba los municipios de Torbes, San Cristóbal, Cárdenas, Junín, Bolívar, Independencia, Libertad y Rafael Urdaneta. Posteriormente, en 1930, se formó el distrito Cárdenas tras la separación del municipio San Cristóbal. En 1940, una nueva división territorial dio origen al distrito Capacho, y en 1941 se estableció el distrito Junín.
Con la reforma administrativa de 1989, el gobierno venezolano introdujo la figura de los municipios autónomos, y se creó el municipio San Cristóbal. Desde 1996, esta entidad está conformada por cinco parroquias.
El gentilicio de los habitantes de San Cristóbal, estado Táchira, es sancristobalense, término utilizado para referirse a las personas originarias de esta ciudad.

## Economía
La economía de San Cristóbal es amplia y diversificada. Destacan sectores como la agricultura, con una producción significativa de café, caña de azúcar y vegetales. La ciudad también cuenta con una industria manufacturera activa y un comercio dinámico, favorecido por su ubicación estratégica cerca de la frontera con Colombia.
San Cristóbal es un importante centro educativo del occidente venezolano. Alberga instituciones de educación superior como la Universidad Nacional Experimental del Táchira (UNET) y la Universidad de Los Andes (ULA), lo que contribuye a una numerosa población estudiantil y al desarrollo académico de la región.
La ciudad es reconocida por su vida cultural y deportiva. Entre sus eventos más destacados se encuentra la Feria Internacional de San Sebastián, que atrae visitantes de todo el país y del extranjero. En el ámbito deportivo, San Cristóbal es sede del Deportivo Táchira Fútbol Club, uno de los equipos más emblemáticos del fútbol venezolano. Además, cuenta con una arquitectura variada y numerosos espacios para la práctica de deportes, lo que refuerza su papel como centro de actividad cultural y recreativa.
San Cristóbal ofrece una variada oferta turística que incluye hoteles, restaurantes, actividades de aventura y eventos culturales. El portal digital Táchira es turismo proporciona información actualizada sobre los principales atractivos de la ciudad y del estado, promoviendo el turismo regional y mostrando la diversidad de experiencias disponibles para los visitantes.

## Geografía

### Demografía
De acuerdo al Censo de Población y Vivienda del año 2011 el municipio San Cristóbal posee una población de 263.765 habitantes que representan un 22,57% de la población total del estado Táchira y de los cuales 126.827 son hombres (48,08%) y 136.938 mujeres. La tasa de alfabetización de la población es de un 97,8% y el peso de la población del municipio sobre el total del estado Táchira durante el periodo intercensal 2001-2011 ha disminuido en un -2.6%

### Límites
- Al norte: con el municipio Cárdenas.
- Al sur: con los municipios Torbes y Córdoba.
- Al este: con el municipio Cárdenas.
- Al oeste: con los municipios Libertad e Independencia.

### Organización parroquial
El municipio San Cristóbal está dividido en 5 parroquias, denominadas:
| Parroquia                 | Superficie | Población    | Densidad | Capital                       |
| ------------------------- | ---------- | ------------ | -------- | ----------------------------- |
| 1.) La Concordia          | km²        | 134.487 hab. | hab./km² | San Cristóbal (La Concordia)  |
| 2.) San Juan Bautista     | km²        | 139.380 hab. | hab./km² | San Cristóbal (La Ermita)     |
| 3.) Pedro María Morantes  | km²        | 104.683 hab. | hab./km² | San Cristóbal (Barrio Obrero) |
| 4.) San Sebastián         | km²        | 25.870 hab.  | hab./km² | San Cristóbal (La Catedral)   |
| 5.) Francisco Romero Lobo | km²        | 1.452 hab.   | hab./km² | Macanillo                     |
| Municipio San Cristóbal   | km²        | 405.872 hab. | hab./km² | San Cristóbal                 |

## Símbolos

### Escudo
ACUERDO DE CREACIÓN DEL
ESCUDO DE ARMAS
DE LA CIUDAD

EL CONSEJO MUNICIPAL DEL DISTRITO
SAN CRISTÓBAL
En uso de sus facultades legales,
CONSIDERANDO:

Escudo de San Cristóbal.

Que la ciudad de San Cristóbal, cumplirá próximamente el Cuarto Siglo de su existencia; 
CONSIDERANDO:
Que desde la fundación hasta nuestros días, la ciudad se ha distinguido por el espíritu laborioso de sus hijos, por su hospitalidad e innegable aporte a la cultura y al progreso del país;
CONSIDERANDO:
Que es conveniente dotar a la ciudad de un emblema que incluya los símbolos de sus mejores cualidades, y reúna las tradiciones de la América española y cristiana seguidas siempre en esta región de Venezuela;
CONSIDERANDO:
Que el proyecto de Escudo de Armas presentado a su consideración por el preocupado y distinguido intelectual tachirense, ciudadano Dr. Aurelio Ferrero Tamayo, reúne las condiciones requeridas, 
ACUERDA:
Art. 1º- Se adopta como Escudo Oficial de Armas de la ciudad el mencionado proyecto, cuya composición es la siguiente: escudo cortado: en el primer cuartel y en campo de oro, la efigie en busto de San Sebastián, Patrono de la ciudad; en el segundo Cuartel y en campo de gules, cinco flores de lis de plata puestas en Sotuer, armas familiares del fundador Capitán Juan Maldonado; Bordura de Azur, y por timbre, una corona mural. Fuera del escudo y en su parte inferior, una cinta de gules, con la frase: “Armas de San Cristóbal”.
Art. 2º- Comuníquese y publíquese. 
Dado, firmado y sellado en el Salón de Sesiones del Consejo Municipal del Distrito San Cristóbal, a los Veintiún días del mes de noviembre de mil novecientos cincuenta y seis. – Año: 47º y 98º.
El Presidente,                         PABLO A. SUAREZ 
El Primer Vice-Presidente,             JOSE GREGORIO VILLAFAÑE
El Segundo Vice-Presidente,            MAXIMIANO CASANOVA B.
El Síndico Procurador,                 Dr. J. DE J. MARTINEZ RUEDA
Vocales:                               Dr. JOSE D. CHAVEZ
                                       C. GRIMALDOS RUIZ
                                       MANUEL ESCALANTE
- Refrendado:
- El Srio., C. R. MENDEZ O.

### Bandera

Bandera de San Cristóbal.

Consiste en un rectángulo de tres bandas que parten de un triángulo equilátero desde el punto más próximo al asta, con el vértice hacia la derecha incrustándose en la banda central. Este triángulo será de color blanco sobre el cual irá la figura de San Cristóbal como epónimo de la ciudad, que fuera escogido por el fundador, en homenaje al lugar donde pasó su juventud en su natal Salamanca de España. Las bandas que complementan el rectángulo son: amarillo la Superior, rojo la Central y verde la Inferior. Las medidas de la bandera serán longitudinalmente en proporción de Dos (2) por Uno(1) y en la latitud, las Bandas Superior e Inferior, serán de igual medida; siendo la Banda Central, ligeramente más ancha que ambas, para poder señalar sus dos extremos en líneas onduladas.
- Color Blanco: Sirve de fondo del triángulo equilátero que contiene la figura de San Cristóbal y simboliza el color de la Paz, y de la Unión Pro ir además, más próximo al asta, la Integración y la Fe Cristiana que son características indelebles de nuestro pueblo. Los tres lados del triángulo significan las tres direcciones fundamentales de los caminos que parten o convergen en nuestra ciudad: a los Llanos y Centro oriente; al Centro occidente y a la vecina Colombia, en función de la legítima Integración nacional e internacional prescrita por el Libertador.

- Amarillo: Banda superior y significa de la brillantes de nuestro clima y espacio, la riqueza mineral que nos rodea, además de significar de alguna manera el Gualda significativo de la bandera Española que trajo el capitán fundador de la ciudad en aquel momento en comisión de la real audiencia de Santa Fe en Real Provisión a Pamplona.

- Rojo: Colocado en la banda central del rectángulo simboliza el sacrificio de nuestros primeros y bravos pobladores, los Tororos, Kinimaries, Zorcas, Etc. A manos de los Conquistadores; significa también, el color de nuestro Río emblema, el Torbes primitivo del pueblo del fundador y hoy histórica y poéticamente cantado por nuestro poetas, músicos y cronistas, como el Torbes de todos y cuyo “Brisas” y metáforas inspiraron al gran Luis Felipe Ramón y Rivera para crear nuestro himno espiritual y Estadal. Y cuyo curso y dirección están significados en las líneas onduladas que contiene la Banda Central y el vértice del triángulo blanco que se incrusta en dicha banda en dirección de norte a sur o izquierda a derecha, simboliza el movimiento de la evolución y el progreso de la ciudad. En el centro de esta Banda Central de color rojo o Gules van colocadas en Sotuer los cinco flores de lis en plata, que simbolizan el apellido Maldonado del Cap. Fundador de la ciudad. Aquí el honor dispensado tanto al bravo defensor como al bravo conquistador de la comarca, no tiene sino la significación del valor de ambas razas que luego fundieron la actual y que supieron representar sus respectivos campos de acción.

- Verde: Simboliza la esperanza, la juventud que siempre representa nuestro pueblo y el verdor y la frescura de la vegetación y la calidad climática de nuestro pueblo.

- San Cristóbal: Tiene como significación primaria la representación del epónimo de la ciudad. Del patrono de los viajeros ya que nuestro pueblo fue fundado como estación entre Pamplona y Mérida para que quienes hacían este recorrido tuvieron un punto o Cruce de Caminos, una estancia donde descansar o dividir la jornada. La figura del epónimo (San Cristóbal) va en silueta o en sus colores naturales (encarnado).

### Himno
Primera Parte

Coro

Querida ciudad

Hermosa y gentil,

soñada ideal,

venimos a ti

con esta canción

de fe y lealtad.

I

Queremos cantar

este himno de amor

y afecto filial

a ti, mi pueblo tenaz,

terruño sin par

que viónos nacer.

II

Traemos del monte

“Jardín familiar

de palmas y flores”

el rojo clavel,

y el niveo azahar,

de aroma sutil,

para ofrendarles

a ti San Cristóbal,

con honda emoción…

a tu gloria y honor

Segunda Parte

Coro

Tenemos la fe

en nuestro gran Dios,

que es tu tradición de honor.

I

Y siempre será

el gran ideal

de nuestra inquietud

y amor,

la santa Cruz,

que nos legó

el bravo español.

Tercera Parte

Estribillo

Ciudad de los Andes

Linda flor,

por ti nuestra lira

va a vibrar,

y alegres cantaremos

en tu honor y a tu gloria

este himno de profunda admiración.

I

¡Que viva San Cristóbal!

y su cielo siempre azul,

y sus paisajes que arroban

por su belleza y eterna juventud

Letra y Música del Profesor
Marco Antonio Rivera Useche
San Cristóbal, 31 de marzo de 1918
 (Himno del Municipio San Cristóbal)

## Política y gobierno

### Alcaldes
| Período     | Alcalde                        | Partido Político | % de votos | Notas |
| ----------- | ------------------------------ | ---------------- | ---------- | --- |
| 1989 - 1992 | Rómulo Colmenares              |                  | 50,14      | Primer alcalde bajo elecciones directas |
| 1992 - 1994 | Rómulo Colmenares              |                  | 43,59      | Reelecto |
| 1994        | María Velandria de Moros       |                  | -          | (Alcaldesa encargada por la renuncia del alcalde Romulo Colmenares.) |
| 1994 - 1995 | Sergio Omar Calderón           |                  | -          | Segundo alcalde bajo elecciones directas |
| 1995 - 1998 | Sergio Omar Calderón           |                  | -          | Reelecto |
| 1998 - 2000 | Omar Pérez Díaz                |                  | -          | (Alcalde encargado por la renuncia del alcalde Sergio Omar Calderón para ser Gobernador del Estado.) (Se realizaron elecciones generales adelantadas en el 2000 debido a la aprobación de la Constitución de 1999) |
| 2000 - 2004 | William Méndez                 |                  | 27,53      | Tercer alcalde bajo elecciones directas |
| 2004 - 2008 | William Méndez                 |                  | 51,33      | Reelecto |
| 2008 - 2013 | Mónica García de Méndez        |                  | 58,94      | Cuárto alcalde bajo elecciones directas.(se postergan 1 año las elecciones municipales pautadas para finales del 2012)                                                                                             |
| 2013 - 2014 | Daniel Ceballos                |                  | 67,67      | Quinto alcalde bajo elecciones directas |
| 2014        | Sergio Vergara                 |                  | -          | Alcalde encargado tras la destitución del alcalde Daniel Ceballos por parte del TSJ |
| 2014        | Eduardo Delgado                |                  | -          | Alcalde designado por la cámara municipal tras la destitución del alcalde Daniel Ceballos |
| 2014 - 2017 | Patricia Gutiérrez de Ceballos |                  | 73,42      | Sexta alcaldesa bajo elecciones directas |
| 2017 - 2021 | Gustavo Delgado                |                  | 53,55      | Séptimo alcalde bajo elecciones directas |
| 2021 - 2025 | Silfredo Zambrano              |                  | 40,72      | Octavo alcalde bajo elecciones directas. |
| 2025 -2029  | Silfredo Zambrano              |                  |            | Reelecto |

### Concejo municipal
Período 1989 - 1992
| Concejales:              | Partido político / Alianza |
| ------------------------ | -------------------------- |
| Omar Busto Hernández     | AD                         |
| Maria Velandria de Moros | AD                         |
| Juan Márquez Hernández   | AD                         |
| Juana Camargo Moncada    | AD                         |
| José Gerardo Ostos       | AD                         |
| Jesús Sanabria Vivas     | AD                         |
| Angel González           | MAS                        |
| José Rosario González    | MAS                        |
| Rosa de Velázco          | MAS                        |
| Freddy Bustamante        | COPEI                      |
| Gustavo Delgado          | COPEI                      |

Período 1992 - 1995
| Concejales:              | Partido político / Alianza |
| ------------------------ | -------------------------- |
| José Gerardo Ostos       | AD                         |
| Agustin Márquez          | AD                         |
| Hugo Silva               | AD                         |
| María Velandria de Moros | AD                         |
| Pedro Osorio             | AD                         |
| Walter Molina            | AD                         |
| Omar Bustos Hernández    | AD                         |
| Pedro López              | COPEI                      |
| Nerio Carreto            | COPEI                      |
| Gustavo Delgado          | COPEI                      |
| Angel González           | MAS                        |

Período 1995 - 2000
| Concejales:           | Partido político / Alianza |
| --------------------- | -------------------------- |
| Walter Molina         | AD                         |
| Omar Bustos Hernandez | AD                         |
| Betty Sayago          | AD                         |
| Omar Pérez Díaz       | AD                         |
| Alcangel Monsalve     | AD                         |
| Gustavo Delgado       | COPEI                      |
| Juan Marquéz          | COPEI                      |
| Jairo Marcial Castro  | COPEI                      |
| Elizabet Molina       | MAS                        |
| Marco Antonio Pernía  | MAS                        |
| Angel Gonzalez        | MAS                        |

Período 2000 - 2005
| Concejales            | Partido político / Alianza |
| --------------------- | -------------------------- |
| Jose Luis Toro        | MVR                        |
| Eduvina Bustamante    | MVR                        |
| Julia Colmenares      | MVR                        |
| Miguel Escalante      | MVR                        |
| Maria Elena Maldonado | MVR                        |
| Rafael Medina         | MVR                        |
| Esteban Parra         | MVR                        |
| Nicolas Delgado       | MVR                        |
| Gustavo Delgado       | COPEI                      |
| Wilfrido Tovar        | COPEI                      |
| Crispulo Guerrero     | AD                         |

Período 2005 - 2013
| Concejales              | Partido político / Alianza |
| ----------------------- | -------------------------- |
| Jorge Sanchez           | MVR                        |
| Rigoberto Rivas         | MVR                        |
| Bertha Elena Ceballos   | MVR                        |
| Nelson Salinas          | MVR                        |
| Ana María Contreras     | MVR                        |
| Jesus Duran             | MVR                        |
| Ender Arteaga           | PPT                        |
| Gustavo Delgado         | COPEI                      |
| Monica García de Mendez | COPEI                      |

Período  2013 - 2018:
| Concejales           | Partido político / Alianza |
| -------------------- | -------------------------- |
| Alexis Vivas         | MUD                        |
| Jesús Vicente García | MUD                        |
| Yosmar González      | MUD                        |
| Neida Ocariz         | MUD                        |
| Gerardo Rincón       | MUD                        |
| Orlando García       | MUD                        |
| Manuel Castro        | MUD                        |
| Wladimir Vivas       | MUD                        |
| Eduardo Delgado      | MUD                        |

Período 2018 - 2021
| Concejales           | Partido político / Alianza |
| -------------------- | -------------------------- |
| Nancy Parra          | PSUV                       |
| John Roriguez Godoy  | PSUV                       |
| Johana Castro        | PSUV                       |
| Naygre Garcia Devia  | PSUV                       |
| Eric Acosta          | PSUV                       |
| Catalina Delgado     | PSUV                       |
| Javier Flores Olarte | PSUV                       |
| Orlando García       | COPEI                      |
| Juan Miguel Rangel   | COPEI                      |

Período 2021 - 2025
| Concejales       | Partido político / Alianza |
| ---------------- | -------------------------- |
| Naygre García    | PSUV                       |
| Gerson Monsalve  | PSUV                       |
| Yorley Nuñez     | PSUV                       |
| Yeison Useche    | PSUV                       |
| Mharta Ortiz     | PSUV                       |
| Catalina Delgado | PSUV                       |
| Jesus Noguera    | PPT                        |
| Eric Acosta      | PSUV                       |
| Mario Perez      | EL CAMBIO                  |
| Vilma Rodríguez  | COPEI                      |
| Pedro López      | UP                         |